# Erich Kästner
Pour les articles homonymes, voir Erich Kästner (homonymie).
 (décembre 2024).
Si vous disposez d'ouvrages ou d'articles de référence ou si vous connaissez des sites web de qualité traitant du thème abordé ici, merci de compléter l'article en donnant les références utiles à sa vérifiabilité et en les liant à la section « Notes et références ».
Œuvres principales
Émile et les Détectives (1929)
Erich Kästner (on : /ˈʔeːʁɪç ˈkɛstnɐ/), né le 23 février 1899 à Dresde et mort le 29 juillet 1974 à Munich, est un écrivain allemand, scénariste et créateur de spectacles de cabaret. Il est connu du public allemand pour sa poésie critique pleine d’humour, et pour ses livres destinés à la jeunesse. Ses œuvres ont été traduites dans plusieurs langues – particulièrement son roman pour la jeunesse Émile et les Détectives (1929) – et souvent adaptées au cinéma.

## Biographie
Erich Kästner grandit à Dresde, dans le quartier de Neustadt. Son père, Emil Kästner, est sellier. Sa mère Ida, née Augustin, est femme de chambre et domestique ; elle devient coiffeuse vers la trentaine. Erich Kästner entretenait avec sa mère un rapport étroit, presque pathologique : à l’époque où il vivait à Leipzig et Berlin, il lui écrivait presque chaque jour des lettres ou des cartes postales très intimes. Même dans ses romans l'on perçoit le thème lancinant de la mère. Plus tard, des rumeurs ont couru selon lesquelles le médecin juif Emil Zimmermann (1864-1953) – le médecin de la famille – était son père. Mais Zimmermann n’a jamais confirmé cela.
En 1916 il interrompt une formation d'instituteur. En 1917 il est appelé au service militaire et fait son instruction militaire dans une compagnie de l’artillerie lourde. La brutalité de cette formation l’a profondément marqué et l’a rendu antimilitariste à jamais. Il en conservera toute sa vie une faiblesse cardiaque. Après la guerre, que Kästner n'a pas vécue au front, il passe le baccalauréat avec succès, recevant même à cette occasion la bourse d'excellence de la ville de Dresde.
Erich Kästner a décrit son enfance dans une biographie publiée en 1957 : Lorsque j'étais un petit garçon (Als ich ein kleiner Junge war).

### Leipzig 1919 - 1927
À l'automne 1919 E. Kästner a commencé à Leipzig des études d'histoire, de philosophie, de germanistique et de théâtre. Il obtient son doctorat en 1925 avec une thèse ayant pour thème Frédéric le Grand et la littérature allemande. Il a financé lui-même ses études en travaillant comme journaliste et critique de théâtre au Neue Leipziger Zeitung. En 1927 son poème érotique Abendlied des Kammervirtuosen, illustré par Erich Ohser, fait scandale parmi la critique. La même année il part à Berlin où, sous le pseudonyme de Berthold Bürger, il continue à écrire comme correspondant culturel pour le Neue Leipziger Zeitung. Kästner a publié plus tard sous différents pseudonymes : Melchior Kurtz, Peter Flint, Robert Neuner.

### Berlin 1927 - 1933
Les années qu'il passe à Berlin, de 1927 à la fin de la République de Weimar en 1933, sont les plus productives pour Kästner. En quelques années il se hisse au rang des plus grandes figures intellectuelles de Berlin. Il publie poèmes, gloses, reportages et récits dans différents périodiques. Il écrit régulièrement des critiques de théâtre et collabore au journal Die Weltbühne et à différents journaux comme le Berliner Tageblatt et le Vossische Zeitung. Hans Sarkowicz et Franz Josef Görtz, les éditeurs de l’œuvre intégrale de 1998, dénombrent plus de 350 articles attestés entre 1923 et 1933, ce nombre pouvant être sous-estimé. En effet, la maison de Kästner a été complètement détruite par un incendie en février 1944.
En 1928 Erich Kästner publie son premier livre, Herz auf Taille, un recueil de poésies des années de Leipzig. Jusqu'en 1933 suivent trois autres recueils.
En 1929 il publie Émile et les Détectives, le premier, et encore aujourd’hui le plus connu de ses livres pour la jeunesse. Il a été vendu à plus de deux millions d'exemplaires en Allemagne et traduit en 59 langues.[réf. nécessaire] Dans la littérature enfantine il était alors tout à fait nouveau[réf. nécessaire] de situer une action « ici et maintenant » dans la grande ville de Berlin.
Les années suivantes Kästner écrit deux autres romans réalistes pour la jeunesse : Petit Point et ses amis (Pünktchen und Anton) en 1931 et La Classe volante en 1933. Une part significative du succès des livres peut être attribuée aux illustrations de Walter Trier.
L'adaptation au cinéma d'Émile et les Détectives par Gerhard Lamprecht en 1931 connaît un grand succès ; cependant Kästner était insatisfait du scénario. Par la suite il travaillera comme scénariste pour les Studios Babelsberg.
Le seul roman littérairement significatif de Kästner est Fabian, l'histoire d'un moraliste, publié en 1930. Ce roman est écrit dans une technique presque cinématographique (les plans rapides et le montage sont des moyens stylistiques importants). Au travers du personnage de Jakob Fabian, un chômeur, Kästner dépeint le rythme et l'agitation des années 1930 et la décadence de la République de Weimar.

### Berlin 1933 - 1945
Contrairement à ses collègues écrivains en opposition au régime nazi, Kästner n'a pas émigré lors de l'arrivée au pouvoir du Parti national-socialiste le 30 janvier 1933. Il part peu de temps après pour Meran et en Suisse, puis retourne rapidement à Berlin. Kästner a affirmé qu'il voulait être témoin des événements. Il était probablement au moins aussi important pour lui de ne pas laisser sa mère seule.
Avec l'épigramme Réponse nécessaire à des questions superflues (Notwendige Antwort auf überflüssige Fragen, tiré de: Kurz und bündig), il a livré lui-même des éléments de réponse :

« Je suis un Allemand de Dresde en Saxe

le pays natal (die Heimat) ne me laisse pas partir

je suis comme un arbre qui a poussé en Allemagne

et qui, si nécessaire, se dessèche en Allemagne. »

Kästner a été arrêté deux fois par la Gestapo et a été exclu de l'Union des écrivains. Ses œuvres ont fait l'objet d'autodafés en raison de leur « non-conformité à l'esprit allemand » ; il a pu même observer ces autodafés de près. Il a été exclu de la « Chambre des écrivains du Reich » (Reichsschrifttumskammer) en raison de son attitude culturelle « bolchéviste dans ses écrits avant 1933 ». Cette sanction équivalait alors à une interdiction de publication dans le Reich allemand. Kästner a pu publier en Suisse des romans inoffensifs comme Trois hommes dans la neige (Drei Männer im Schnee, 1934).
Avec une autorisation spéciale, Kästner a livré sous le pseudonyme de Berthold Bürger le scénario de Münchhausen à l'UFA. En 1944 sa maison est détruite par les bombardements alliés. Début 1945 il réussit à rejoindre Mayrhofen, dans le Tyrol, où il termine la guerre. Kästner raconte cette période dans un journal publié en 1961 sous le titre Notabene 45.

### Munich 1945 - 1974
À la fin de la Seconde Guerre mondiale, Erich Kästner s'installe à Munich, où il dirige le supplément culturel du Neue Zeitung (de) ainsi que la collection Pinguin pour enfants et adolescents.
En 1951 il devient président du PEN Club d'Allemagne fédérale et le restera jusqu'en 1962 ; en 1965 il en a été élu membre d'honneur. Il a également été un des fondateurs de la Bibliothèque internationale pour la jeunesse à Munich.
Dans le même temps, il s'intéresse de plus en plus au cabaret littéraire. Ainsi il travaille pour la Schaubude (1945 - 1948) et la kleine Freiheit (à partir de 1951) ainsi que pour la radio. À cette époque paraissent plusieurs œuvres consacrées au national-socialisme, à la guerre et à l'Allemagne de l'immédiat après-guerre comme le Marschlied 1945, le Deutsche Ringelspiel et le livre pour enfants La Conférence des animaux (Die Konferenz der Tiere, 1949).
Kästner est resté fidèle à son anti-militarisme : il participe comme orateur aux marches pacifiques et s'oppose farouchement à la guerre du Viêt Nam.
Ses apparitions publiques se raréfient cependant en raison d'un alcoolisme grandissant. Kästner ne trouve pas sa place dans la littérature d'après-guerre et sera surtout célébré dans les années 1950 et 1960 comme auteur de livres pour enfants.
La redécouverte de ses œuvres littéraires de l'époque de la République de Weimar date des années 1970 (Fabian a été adapté au cinéma en 1980).

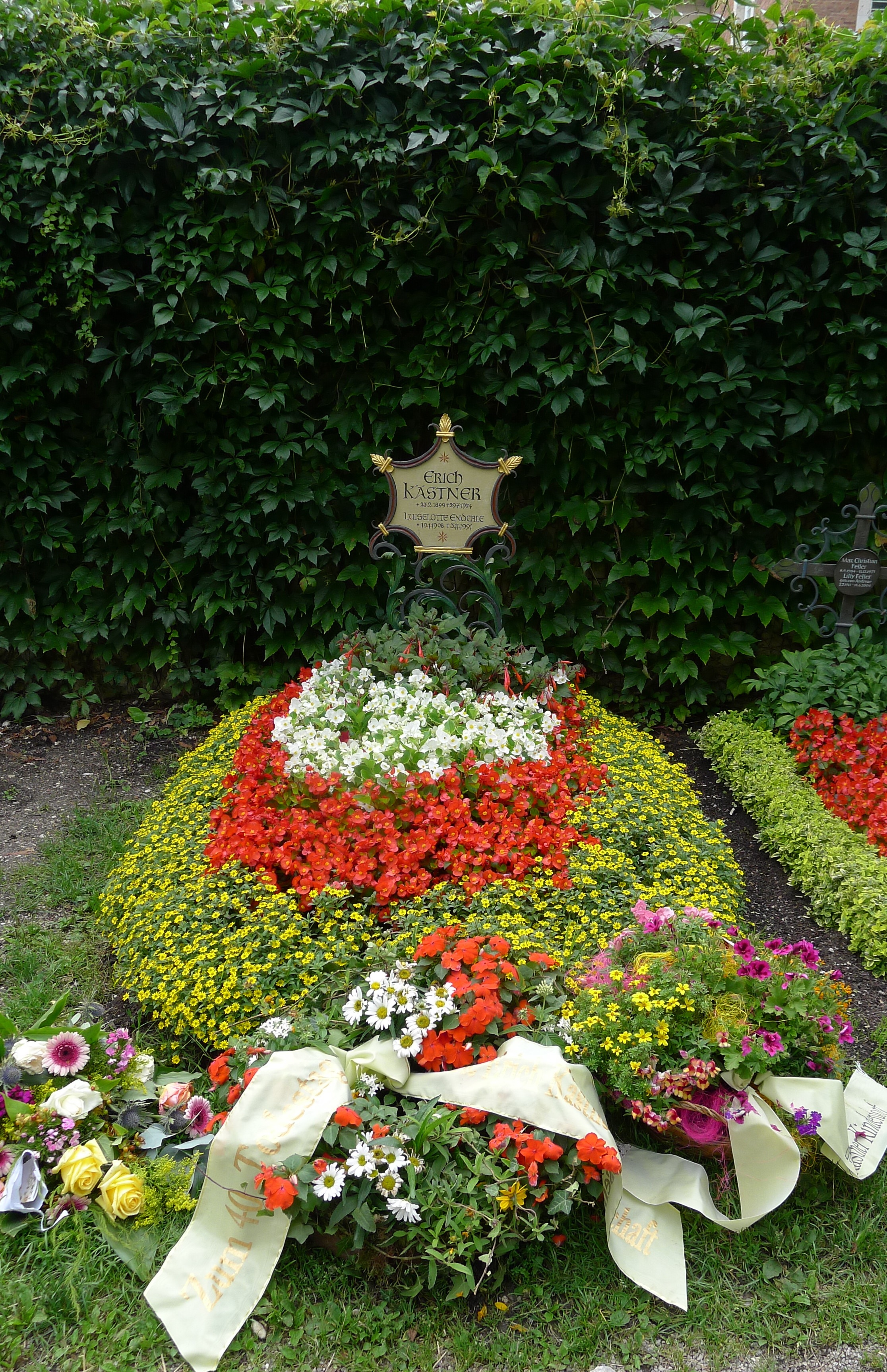
Sépulture d'Erich Kästner.

Erich Kästner a souvent été le lecteur de ses propres œuvres. Dès les années 1920 il enregistre des disques 78 tours de ses poèmes. Dans les adaptations de ses livres pour la jeunesse au cinéma ou à la radio il a été plusieurs fois le narrateur. Il a enregistré quelques poèmes pour la collection Archives littéraires de Deutsche Grammophon et a animé diverses soirées littéraires, par exemple au théâtre Cuvelliés de Munich ou à la radio avec des extraits de son livre Als ich ein kleiner Junge war.
Il ne s'est jamais marié. Il a écrit ses deux derniers romans pour enfant (Le Petit Homme - Der kleine Mann - et sa suite : Der kleine Mann und die kleine Miss) pour son fils Thomas né en 1957.
Ërich Kästner est mort le 29 juillet 1974 à l'hôpital Neuperlach (de) de Munich et a été enterré au cimetière Saint-Georges (Bogenhausen) de Munich.

## Hommage

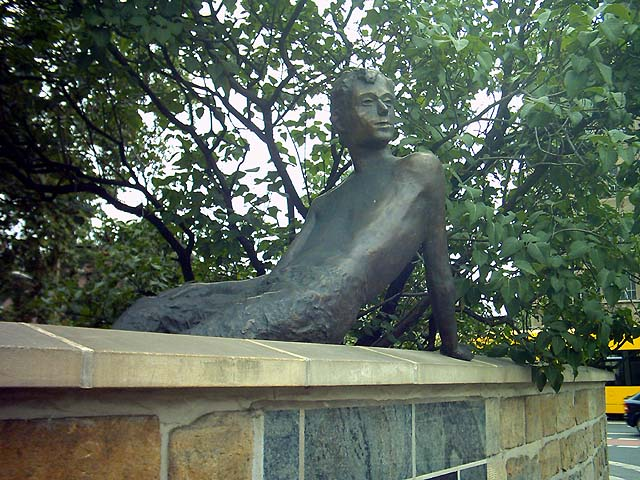
Bronze sur le mur du musée Erich-Kästner à Dresde

Kästner a grandi dans la Königsbrücker Straße, dans le quartier de Neustadt de Dresde. À proximité, sur la place Albert, se trouve la villa qui appartenait à son oncle Franz Augustin et qui abrite aujourd’hui le musée Erich Kästner.

## Œuvre
Note : dans les romans publiés en France avant les années 1970, le nom de l'auteur était souvent orthographié Erich Kaestner.

### Romans
- Emil und die Detektive, 1929 Publié en français sous le titre Émile et les Détectives, Paris, Éditions Stock, 1931 ; rééditions, Paris, Hachette, 1977 ; traduction revue et corrigée, Paris, Le Livre de poche Jeunesse no 30, 1980
- Arthur mit dem langen Arm, 1931
- Fabian. Die Geschichte eines Moralisten, 1931) Publié en français sous le titre Fabian : Histoire d'un moraliste, Paris, Stock, 1937 ; rééditions, Paris, J'ai lu, 1964 ; Paris, Éditions Balland, 1983 Publié en français sous le titre Vers l’abîme, nouvelle traduction (d'après le manuscrit original non édulcoré) de Corinna Gepner, Paris, Éditions Anne Carrière, 2016 ; réédition, Paris, 10/18, coll. « Domaine étranger » no 5237, 2017. Le roman est publié en allemand sous le titre suggéré à l'époque par l'auteur Der Gang vor die Hunde (« La Marche devant les chiens »). L'ouvrage se veut fidèle à l'œuvre telle que Kästner l'avait conçue, c'est-à-dire avec les passages censurés à l'époque pour cause d'obscénité ou d'audace politique (cf. la note de l'éditeur en préface du volume).
- Pünktchen und Anton, 1931 Publié en français sous le titre Petit Point et ses amis, Paris, Bourrelier et Co., 1936 ; réédition, Paris, Le Livre de poche jeunesse no 74, 1982 ; réédition, Paris, Livre de poche jeunesse : cadet, 1997
- Der 35. Mai, 1931 Publié en français sous le titre Le 35 mai ou Le 35 mai ou Konrad chevauche sur les mers du Sud, Paris, Librairie des Champs-Élysées, 1936 ; réédition, Paris, Le Livre de poche Jeunesse no 5, 2010
- Das verhexte Telefon, 1932
- Das fliegende Klassenzimmer, 1933 Publié en français sous le titre La Classe volante, Paris, Magnard, coll. « Bibliothèque Azur », 1952 ; réédition, Paris, Le Livre de poche jeunesse : junior no 700, 1999 ; réédition, Le livre de poche. Jeunesse. Classique : collège, 2010
- Drei Männer im Schnee, 1934 Publié en français sous le titre Trois hommes dans la neige, Paris, Stock, 1937 ; rééditions, Paris, J'ai lu no 196, 1964 ; Paris, Stock, coll. « Cabinet cosmopolite », 1996
- Emil und die drei Zwillinge, 1934 Publié en français sous le titre Émile et les Trois Jumeaux, Paris, Librairie des Champs-Élysées, 1949

- Die verschwundene Miniatur, 1935 Publié en français sous le titre La Miniature volée, Paris, Librairie des Champs-Élysées, coll. « Le Masque » no 277, 1939 ; rééditions, Paris, Librairie des Champs-Élysées, coll. « Le Masque. Les Maîtres du roman policier » no 277, 1984 ; Paris, Deux coqs d'or, coll. « Mot de passe » no 5, 1994
- Der Zauberlehrling (Romanfragment), 1936L'Apprenti sorcier n'a pas été traduit et publié en Français
- Georg und die Zwischenfälle (Der kleine Grenzverkehr), 1938
- Das doppelte Lottchen, 1949 Publié en français sous le titre Deux pour une, Paris : Delamain et Boutelleau, coll. « Maïa », 1950 ; rééditions, Paris, Le Livre de poche jeunesse no 12, 2004
- Die Konferenz der Tiere, 1949 Publié en français sous le titre La Conférence des animaux, Paris, Gallimard, coll. « Folio junior » no 118, 1980 ; réédition, Paris, Le Livre de poche jeunesse. Contemporain : primaire, 2011
- Die Schule der Diktatoren, 1957
- Als ich ein kleiner Junge war, 1957
- Notabene 45, ein Tagebuch, 1961
- Das Schwein beim Friseur, 1962
- Der kleine Mann, 1963 Publié en français sous le titre Le Petit Homme, Paris, Gallimard, 1966 ; réédition, Paris, Gallimard, coll. « 1000 Soleils », 1979
- Der kleine Mann und die kleine Miss, 1967

### Poésie
- Herz auf Taille, 1928
- Die Zeit fährt Auto
- Lärm im Spiegel, 1929
- Ein Mann gibt Auskunft, 1930
- Gesang zwischen den Stühlen, 1932
- Doktor Erich Kästners Lyrische Hausapotheke, 1936
- Die dreizehn Monate, 1955

## Prix et distinctions
- 1951 : Prix Filmband in Gold (de) du meilleur scénario pour le film Das doppelte Lottchen
- 1956 : Prix de littérature de la ville de Munich
- 1957 : Prix Georg-Büchner
- 1959 : Commandeur de l'ordre du Mérite de la République fédérale d'Allemagne
- 1960 : Prix Hans Christian Andersen
- 1968 : Lessing-Ring (de) en même temps que le Prix de littérature des francs-maçons allemands.

## Adaptations au cinéma
Plus de 40 films ont été réalisés, dans différents pays, à partir des œuvres d'Erich Kästner. Les plus connus sont :
- 1931 : Dann schon lieber Lebertran, de Max Ophüls (court métrage, avec Alfred Braun, Käthe Haack, Hannelore Schroth-Haack, Gert Klein)
- 1931 : Émile et les Détectives, de Gerhard Lamprecht, scénario : Billy Wilder
- 1935 : Emil and the Detectives, de Milton Rosmer
- 1936 : Tři muži ve sněhu, version tchèque de Trois hommes dans la neige
- 1936 : Stackars miljonärer, version suédoise de Trois hommes dans la neige
- 1938 : Trois Hommes dans la neige (Paradise for Three) d'Edward Buzzell
- 1940 : Une femme sur mesure (Frau nach Maß), de Helmut Käutner (avec Hans Söhnker (en))
- 1943 : Les Aventures fantastiques du baron Münchhausen (Münchhausen), de Josef von Báky (Kästner en écrit le scénario)
- 1943 : Der kleine Grenzverkehr (en), de Hans Deppe (avec Willy Fritsch)
- 1950 : Petite Maman (Das doppelte Lottchen), de Josef von Báky
- 1953 : Twice upon a Time (en), d'Emeric Pressburger (d'après le roman Deux pour une)
- 1953 : Pünktchen und Anton (de), de Thomas Engel
- 1954 : Émile et les Détectives, de Robert A. Stemmle
- 1954 : Die verschwundene Miniatur (de), de Carl-Heinz Schroth (en)
- 1954 : Das fliegende Klassenzimmer, de Kurt Hoffmann
- 1955 : Trois Hommes dans la neige (Drei Männer im Schnee) de Kurt Hoffmann
- 1956 : Salzburger Geschichten de Kurt Hoffmann
- 1961 : La Fiancée de papa (The Parent Trap), de David Swift (d'après le roman Deux pour une)
- 1963 : Liebe will gelernt sein (de), de Kurt Hoffmann
- 1964 : Émile et les Détectives, de Peter Tewksbury
- 1969 : Die Konferenz der Tiere (de), de Curt Linda (de)
- 1973 : Das fliegende Klassenzimmer (de), de Werner Jacobs
- 1974 : Drei Männer im Schnee, d'Alfred Vohrer
- 1980 : Fabian, de Wolf Gremm
- 1994 : Charlie & Louise – Das doppelte Lottchen (de) de Joseph Vilsmaier
- 1995 : Papa, j'ai une maman pour toi (It Takes Two), d'Andy Tennant (d'après le roman Deux pour une)
- 1998 : À nous quatre (The Parent Trap), de Nancy Meyers (d'après le roman Deux pour une)
- 1999 : Annaluise et Anton (de), de Caroline Link
- 2001 : Émile et les Détectives, de Franziska Buch
- 2003 : Das fliegende Klassenzimmer (de), de Tomy Wigand
- 2010 : Animaux et Cie, film d'animation de Reinhard Klooss et Holger Tappe (de)